# Агрономичное (Донецкая область)
Агрономи́чное или Агрономи́ческое (укр. Агрономі́чне) — село на Украине, находится в Амвросиевском районе Донецкой области. Находится под контролем самопровозглашённой Донецкой Народной Республики.

## География

#### Соседние населённые пункты по странам света
С: город Иловайск, Третяки, Полтавское
СЗ: Грузско-Ломоватка, Кобзари, Придорожное, Грабское
СВ: Виноградное
З:  город Моспино, Бирюки
В: Многополье, Григоровка
ЮЗ: Новодворское, Михайловка, Андреевка
ЮВ: Червоносельское, Володарского
Ю: —

## Население
Население по переписи 2001 года составляло 361 человек.

## Общая информация
Код КОАТУУ — 1420685402. Почтовый индекс — 87311. Телефонный код — 6259.

## Адрес местного совета
87311, Донецкая область, Амвросиевский район, с. Многополье, ул. Школьная, 4, 37-5-13